# Петре Дундар
Петре Дундар е български хайдутин от XVII век.

## Биография
Роден е в битолското село Беранци. Става хайдутин, войвода на чета от 44 души, която действа в Леринско. През 1635 година е заловен и осъден. Свидетелите на процеса настояват за смърт, тъй като Дундар е:
| „ | ...хайдутин, харамия и разбойник по пътищата... [който] прави бунт на земята ни... | “ |

С четниците под неговия байрак в село Летница, Битолско нападат големия търговец и лихварин Хаджи Хасан. След не много дълго време е заловен, осъден от битолския шериатски съд и обесен.